# Bob Said

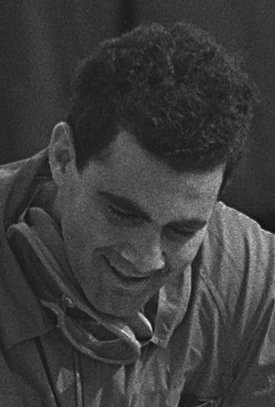
Bob Said in 1954

Boris "Bob" Said (New York, 5 mei 1932 - Seattle, 24 maart 2002) was een autocoureur uit de Verenigde Staten. Hij nam deel aan zijn thuisrace in 1959 op Sebring International Speedway voor het team Connaught Engineering, maar spinde in de eerste ronde van de baan en scoorde dus geen WK-punten.